# Ü (dbus)
Pour les articles homonymes, voir Ü (homonymie).

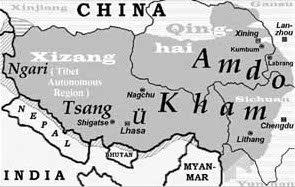
Régions historiques et traditionnelles du Tibet d'après le professeur Andreas Gruschke.

Ü (tibétain : དབུས་, Wylie : dbus, pinyin tibétain : wu, THL : ü ; chinois : 前藏 ; pinyin : qiánzàng ; litt. « Tibet avant ») est une division géographique et une région historique du Tibet dont la capitale était Lhassa.
C'est la partie orientale de l'Ü-Tsang, au Tibet central, qu'elle forme avec le Tsang (tibétain : གཙང་, Wylie : gTsang, chinois simplifié : 后藏 ; chinois traditionnel : 後藏 ; pinyin : hòuzàng ; litt. « Tibet arrière » partie occidentale). L'Ü-Tsang est une des trois régions tibétaines (ou cholka-sum), les deux autres étant traditionnellement le Ngari Korsum et le Dokham ou, plus récemment et notamment chez les Tibétains en exil, le Kham et l'Amdo.

## Histoire

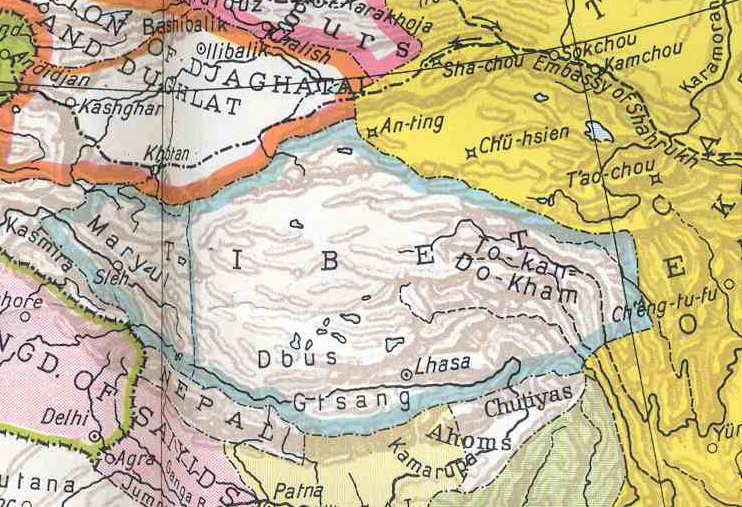
Carte de 1935 de l'Allemand Georg Westermann représentant le Tibet en 1415 à côté de l'empire de la dynastie Ming en jaune. On voit le Maryul à l'ouest du dBus et le Dokham à l'est du gTsang.

À la chute de l'Empire tibétain, à la suite de l'assassinat en 841 ou 842, par un ermite bouddhiste de Langdarma, empereur opposé au bouddhisme. Commence alors l'Ère de la fragmentation dans laquelle ses deux fils se battent pour sa succession. Ösung dont les successeurs hériterons du royaume de Gugé, correspondant au Ngari, et Yumtän, dont les descendants contrôlent l'Ü.

### Lignée des rois de Lhassa
Yumtän est le premier monarque de la lignée des rois de Lhassa (zh).
La succession est la suivante :
- Yumtän (tibétain : ཁྲི་ལྡེ་ཡུམ་བརྟན་, Wylie : khri lde yum brtan, THL : tridé yumten, 赤德云丹, vie 839 — 875)
- Tridé Gönnyen (tibétain : ཁྲི་ལྡེ་མགོན་སྙན་, Wylie : khri lde mgon snyan, THL : tridé gönnyen, 赤德贡宁)
- tririgpagön (tibétain : ཁྲི་རིག་པ་མགོན་, Wylie : khri rig pa mgon, THL : tri rigpa gön, 赤日巴贡)
- Chewo (tibétain : ལྡེ་བོ་, Wylie : lde bo, THL : dewo, 德沃)
- Bukpa Chenpa (tibétain : བུག་པ་ཅན་པ་, Wylie : bug pa can pa, THL : bukpa chenpa, 布巴坚巴)
- Tri Wangchuk Tsen (tibétain : ཁྲི་དབང་ཕྱུག་བཙན་, Wylie : khri dbang phyug btsan, THL : tri wangchuk tsen, 赤旺秋赞)
- Tsana Yeshe Gyaltsen (tibétain : ཚ་ན་ཡེ་ཤེས་རྒྱལ་མཚན་, Wylie : tsha na ye shes rgyal mtshan, THL : tsana yeshe gyaltsen, 查那·耶协坚赞). Il a vécu entre le Xe siècle et XIe siècle[4].
- Ngadak Tripa (tibétain : མངའ་བདག་ཁྲི་པ་, Wylie : mnga' bdag khri pa, THL : ngadak tripa, 安达·赤巴)
- Atsara (tibétain : ཨ་ཙ་ར་, Wylie : a tsa ra, THL : atsara, 阿咱热)
- Trongpoba (tibétain : འཕྲོང་པོ་བ་, Wylie : 'phrong po ba, THL : trongpoba, 充波瓦)

### Empire mongol
Pendant la période du pouvoir mongol (dynastie Yuan), à la fin at du XIIIe siècle, le Ü et le Tsang sont divisés en treize myriarchies (trikor). La liste exacte des myriarchies varie selon les sources. D'après la « chanson de la Reine du printemps », les chroniques du 5e dalaï-Lama, celles de Ü étaient Gyama, Drikung, Tsalpa, Thangpochewa, Phagmodru, et Yazang. Certaines listes comportent Taglung à la place de Thangpochewa.

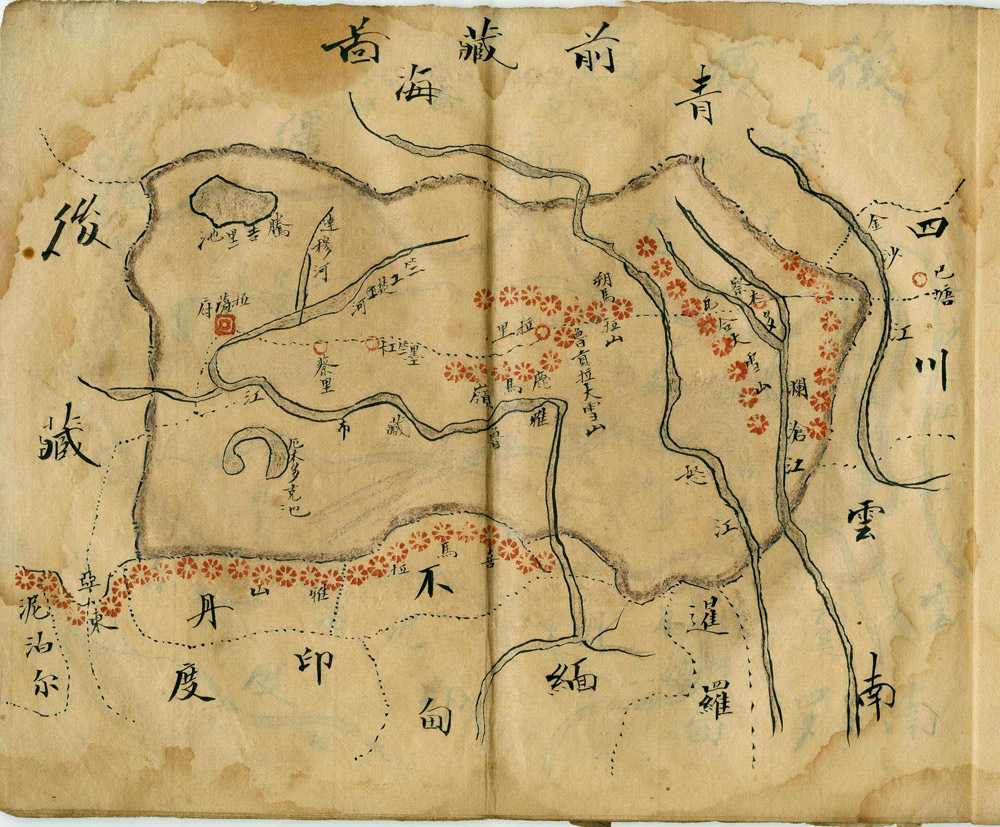
Carte de l'Ü (前藏首) en 1907. On y voit à gauche le Tsang (後藏), au nord le Qinghai (青海), au sud le Bhoutan (不丹) et à l'Est le Sichuan (四川).

Le roi du Tsang, Karma Tenkyong Wangpo, protecteur du clergé rouge (Kagyu) est un danger pour l'église jaune (Gélugpa), il s'empare de Lhassa, capitale de l'Ü, entre 1630 et 1636.
Les Mongols détruisirent la quasi-totalité des établissements Kagyu (bka' brgyud pa) dans les régions centrales du pays ou les transformèrent en établissement Gélugpa (dGe lugs pa). Chöying Dorje (1604 — 1674), 10e karmapa, a bénéficié de patronage du roi du Tsang, Karma Tenkyong Wangpo (kar ma bsTan skyong dbang po), alors en guerre ouverte avec les autorités de l'Ü qui appuyaient les l'école Gélugpa et les Mongols. Il fut alors contraint à l'exil pour sauver sa vie.
Karma Tenkyong Wangpo est défait par les Mongols qoshots vers la fin de l'année 1642 au fort de Shimbatsé (capitale du Tsang). Güshi khan ordonne de l’exécuter, ainsi que ses ministres, Dronyer Bongong et Gangzukpa. Il est enfermé dans un sac de peau et jeté dans la rivière Tsangpo près de Neu,,.
période Phagmodrupa (1351 — 1642) sur le Tsang, et le début de la période du Ganden Phodrang (1642 — 1959).